# Municipio de Rouse
El municipio de Rouse (en inglés: Rouse Township) es un municipio ubicado en el condado de Charles Mix en el estado estadounidense de Dakota del Sur. En el año 2010 tenía una población de 164 habitantes y una densidad poblacional de 1,03 personas por km².

## Geografía
El municipio de Rouse se encuentra ubicado en las coordenadas 42°56′0″N 98°10′49″O / 42.93333, -98.18028. Según la Oficina del Censo de los Estados Unidos, el municipio tiene una superficie total de 158.75 km², de la cual 157,26 km² corresponden a tierra firme y (0,94 %) 1,5 km² es agua.

## Demografía
Según el censo de 2010, había 164 personas residiendo en el municipio de Rouse. La densidad de población era de 1,03 hab./km². De los 164 habitantes, el municipio de Rouse estaba compuesto por el 87,8 % blancos, el 9,15 % eran amerindios y el 3,05 % eran de una mezcla de razas. Del total de la población el 0 % eran hispanos o latinos de cualquier raza.